# Sabelianism
În creștinism, sabelianismul, cunoscut și sub numele de modalism, este credința netrinitaristă conform căreia Tatăl, Fiul și Duhul Sfânt sunt diferite moduri sau aspecte ale unui Dumnezeu, și nu trei persoane distincte. Afirmarea unitaristă a lui Dumnezeu este descrisă de obicei printr-o analogie: apa are trei stări de agregare: gheață, lichid și vapori care par ca fiind substanțe diferite, deși în realitate ele sunt formate din același compus chimic, H2O. În același fel, pentru sabelianiști și modaliști, Dumnezeu Tatăl, Fiul și Duhul Sfânt doar ar părea ca fiind trei persoane diferite, dar ele ar fi în realitate doar manifestări diferite ale unul Dumnezeu solitar. 
Această erezie îi este atribuită lui Sabelius (Sabelie), care a răspândit o formă a acestei doctrine în Roma secolului al III-lea. Ipolit de Roma, un scriitor și mucenic creștin din perioada primară, îl cunoștea personal pe Sabelius și îl menționează în lucrarea sa Philosophumena (sau Respingerea tuturor ereziilor). El știa că Sabelius nu agrea teologia trinitară, în plus el numind monarhianismul modal ca fiind erezia lui Noetos, nu cea a lui Sabelius. Sabelianismul a fost adoptat de creștinii din Cirenaica, cărora, Dimitrie, Patriarhul Alexandriei, le-a scris scrisori împotriva acestei credințe. 
Unul din teologii lideri ai luptei împotriva sabelianismului a fost Tertulian, care a etichetat mișcarea cu numele de "patripassianism," de la cuvintele latine patris pentru "părinte" și passus pentru "a suferi", deoarece ea implica faptul că Tatăl a suferit pe Cruce. Termenul a fost inventat de Tertulian în lucrarea sa Adversus Praxeam, capitolul II: "Prin aceasta, Praxeas i-a făcut diavolului un dublu serviciu la Roma: el a dat deoparte profeția și a căzut în erezie; el l-a ridicat pe Paraclete și l-a răstignit pe Tatăl." (Cu toate acestea, trebuie reținut că în acest context, acest termen este folosit ca un epitet împotriva lui Praxeas, un anti-montanist timpuriu, iar aici nu îi este aplicat sabelianismului.) 
Sabelius a fost excomunicat ca eretic de Papa Calixtus I în 220 d.Hr. 
În ciuda respingerii sabelianismului de către Biserică de aproape 1800 de ani, în zilele noastre el este acceptat în principal de unele grupuri de penticostali care uneori sunt apelate cu numele de penticostalii unității sau penticostalii "singur Iisus".